# Großeibstadt
Großeibstadt – miejscowość i gmina w Niemczech, w kraju związkowym Bawaria, w rejencji Dolna Frankonia, w regionie Main-Rhön, w powiecie Rhön-Grabfeld, wchodzi w skład wspólnoty administracyjnej Saal an der Saale. Leży w Grabfeldzie, około 15 km na zachód od Bad Neustadt an der Saale, nad rzeką Soława Frankońska, przy drodze B279 i linii kolejowej Bad Neustadt an der Saale – Bad Königshofen im Grabfeld.

## Dzielnice
W skład gminy wchodzą dwie dzielnice: Großeibstadt, Kleineibstadt.

## Demografia
| Rok  | Liczba mieszk. |
| ---- | -------------- |
| 1970 | 1.303          |
| 1987 | 1.172          |
| 2000 | 1.254          |
| 2005 | 1.195          |

## Zabytki i atrakcje
- zamek Kleineibstadt

## Oświata
(na 1999)

W gminie znajduje się 75 miejsc przedszkolnych (z 60 dziećmi) oraz szkoła podstawowa (18 nauczycieli, 346 uczniów).